# Septime Verlag
Der Septime Verlag ist ein 2009 von Jürgen Schütz in Wien gegründeter Literaturverlag.

## Verlagsprogramm
Im Programm des Septime Verlags erscheinen sowohl Übersetzungen als auch deutschsprachige Literatur im Bereich Belletristik. Fremdsprachige Autoren sind u. a. Kjersti Anfinnsen (Norwegen), Shūsaku Endō (Japan), Jan Kjærstad (Norwegen), Steven Millhauser (USA), Ryū Murakami (Japan), José Luís Peixoto (Portugal), James Tiptree Jr. (USA). Zu den deutschsprachigen Gegenwartsautoren des Verlages zählen u. a. Jürgen Bauer, Arad Dabiri (Debütpreisträger beim Österreichischen Buchpreis 2023 mit Drama), Valerie Fritsch, Alban Nikolai Herbst, Salih Jamal (Hotlist 2021 mit Das perfekte Grau), Philip Krömer und Cordula Simon.